# Craig Parkinson
Craig Parkinson est un acteur Britannique né le 11 mars 1976 à Blackpool en Angleterre.

## Filmographie

### Cinéma
- 2004 : Tooth : La Petite Fée de la dent de lait et le Mystère de Noël : le caissier
- 2007 : Control : Tony Wilson
- 2007 : Medieval Pie : Territoires vierges : Tindaro
- 2008 : The Other Man : George
- 2009 : Fleur du désert : Neil
- 2010 : We Are Four Lions : Matt
- 2010 : SoulBoy : Alan
- 2010 : Brighton Rock : Cubitt
- 2011 : Ghosted : Clay
- 2012 : When the Lights Went Out : Brian
- 2016 : National Theatre Live : Inspecteur Fry
- 2016 : The Flag : The Don
- 2016 : Jet Trash : Marlowe
- 2018 : Wild Rose : Alan
- 2019 : Dance Til You Bleed: The World According to Hans Christian Andersen : le prince
- 2021 : Paul Dood's Deadly Lunch Break : Officier Able

### Télévision
- 2001 : People Like Us (1 épisode)
- 2001 : Inspecteurs associés : Paul Collingwood (1 épisode)
- 2002 : Start-up : Darren (1 épisode)
- 2002 : The Bill : Detroitz (2 épisodes)
- 2002-2003 : Ed Stone Is Dead : Scotty (4 épisodes)
- 2003 : Holby City : Gaz Simpson (1 épisode)
- 2004 : No Angels : Mick (1 épisode)
- 2004 : Les Arnaqueurs VIP : Art Tutor (1 épisode)
- 2004 : Black Books : Martin le Tout (1 épisode)
- 2004 : La Pire Semaine de ma vie : l'homme sur la vidéo (1 épisode)
- 2004 : Outlaws : Spinky Sutherland (10 épisodes)
- 2005 : Meurtres à l'anglaise : Simon Dawkins (1 épisode)
- 2008 : Massive : Strange Pete (4 épisodes)
- 2009 : The Unloved : Ben
- 2010 : Retour à Whitechapel : Jimmy, Johnny Kray et un constructeur (3 épisodes)
- 2010-2011 : Misfits : Shaun (11 épisodes)
- 2011 : In with the Flynns : Tommy Flynn (6 épisodes)
- 2012 : The Secret of Crickley Hall : Révérend Horace (2 épisodes)
- 2012-2017 : Line of Duty : Cottan (16 épisodes)
- 2013 : Great Night Out : Glyn (6 épisodes)
- 2013 : Les Enquêtes de Morse : Reg Tracepurcel (1 épisode)
- 2013 : The Mill : Charlie Cout (2 épisodes)
- 2014 : Prey : Sean Devlin (3 épisodes)
- 2015 : X Company : Drabek (2 épisodes)
- 2015-2016 : Indian Summers : Dougie Raworth et Douglas (16 épisodes)
- 2018 : Watership Down : Sergent Sainfoin (4 épisodes)
- 2018 : Black Mirror: Bandersnatch : Peter Butler
- 2019 : Resistance : Capitaine David McLeod (4 épisodes)
- 2019 : Temple : Keith Sullivan (1 épisode)
- 2019 : Rebellion : Capitaine David McLeod (1 épisode)
- 2020 : The English Game : James Walsh (6 épisodes)
- 2021 : Intergalactic : Dr Lee (7 épisodes)
- 2021 : Doctor Who : Le Grand Serpent (3 épisodes)